# Epilog burzy
Epilog burzy – dziewiąty i ostatni tom poetycki Zbigniewa Herberta, wydany przez Wydawnictwo Dolnośląskie w 1998 roku.
Tom powstawał w okresie ciężkiej choroby Herberta, co miało wpływ na tematykę wierszy zawartych w Epilogu burzy. Niespotykana wcześniej szczerość Herberta spowodowała, że podstawowym tematem tomu jest śmierć i cierpienie, chociaż autor zajął się również sprawami bieżącymi czy wspomnieniami związanymi ze swoim życiem (m.in. rodzinnym Lwowem). Maciej Stanaszek zauważył, że charakterystyczne dla tomu są takie cechy, jak mnogość form, polifoniczność oraz sposób ułożenia wierszy.

## Spis utworów
- Babcia
- Brewiarz (Panie, dzięki Ci składam za cały ten kram życia…)
- Brewiarz (Panie, obdarz mnie zdolnością układania zdań długich…)
- Brewiarz (Panie, pomóż nam wymyślić owoc…)
- Brewiarz (Panie, wiem że dni moje są policzone…)
- Dalida
- Dałem słowo
- Diana
- Dwaj prorocy. Próba głosu
- Język snu
- Kant. Ostatnie dni
- Koniec
- Kwiaty
- Na chłopca zabitego przez policję
- Ostatni atak. Mikołajowi
- Pal
- Pan Cogito a Małe Zwierzątko (•)
- Pan Cogito. Aktualna pozycja duszy
- Pan Cogito. Ars longa
- Pica pica L.
- Piosenka
- Przyszło do głowy
- Stanęło w głowie
- Strefa liryczna
- Szachy
- Telefon
- Tomasz
- W mieście
- Wysoki zamek
- Ala ma kota. W obronie analfabetyzmu
- Artur
- Co mogę jeszcze zrobić dla Pana
- Czas
- Pan Cogito. Lekcja kaligrafii
- Pępek
- Pora
- Starość
- Urwanie głowy
- Zaświaty Pana Cogito
- Portret końca wieku
- Czułość
- Głowa
- Tkanina